# Les oiseaux sans mer
Les oiseaux sans mer es el segundo álbum de estudio del trovador, folclorista y poeta chileno Osvaldo Gitano Rodríguez, lanzado en 1976 por el sello discográfico francés Le Chant du Monde, mientras se encontraba exiliado en Francia, producto de la dictadura militar imperante en su país. Posteriormente fue lanzado en Chile bajo el nombre de Los pájaros sin mar.
Este álbum inicia con una nueva grabación del tema «Valparaíso», actualmente considerado un himno de esta ciudad portuaria, ya presente en su álbum anterior, Tiempo de vivir. Mientras que el disco anterior contenía una canción en tributo a su antigua amiga Violeta Parra, éste posee el tema «Canción de muerte y esperanza por Víctor Jara», dedicado a Víctor Jara. El único tema cantado en francés es «Canción de París».
Gitano Rodríguez dedica este álbum a su «familia francesa»: Françoise, Chantal, Régis, Angela et Jean, bien sûr.

## Lista de canciones
Toda la música compuesta por Osvaldo Rodríguez, salvo que se indique lo contrario. Todos los temas traducidos por Jean Clouzet, más aquellos que se indiquen. 
| Lado A |                    |                                   |                            |          |  |
| N.º    | Título             | Música                            | Traducción                 | Duración |  |
| 1.     | «Valparaíso»       |                                   | Arthurt Gillette           | 3:19     |  |
| 2.     | «Canción de París» |                                   | Osvaldo Rodríguez (adapt.) | 3:52     |  |
| 3.     | «Laura»            |                                   | Arthurt Gillette           | 5:09     |  |
| 4.     | «Maldigo»          | Violeta Parra                     |                            | 5:37     |  |
| 5.     | «Tiempo de vivir»  | Martin Micharvegas, Albee Pavesse |                            | 3:58     |  |
| 21:55  |                    |                                   |                            |          |  |

| Lado B |                                                 |                  |                   |          |  |
| N.º    | Título                                          | Música           | Traducción        | Duración |  |
| 6.     | «Canción de muerte y esperanza por Víctor Jara» |                  | Arthurt Gillette  | 4:23     |  |
| 7.     | «Canción de Ezeiza»                             |                  | Orlando Jimeno    | 3:51     |  |
| 8.     | «Canción para Viera»                            |                  | Osvaldo Rodríguez | 3:33     |  |
| 9.     | «Santiago de Chile»                             | Silvio Rodríguez | Osvaldo Rodríguez | 5:39     |  |
| 10.    | «Ignacio, canción para mi hijo»                 |                  |                   | 4:13     |  |
| 21:59  |                                                 |                  |                   |          |  |

## Créditos
Intérpretes
- Osvaldo Rodríguez: guitarra, voz
- Carlos Carlsen: guitarra (1, 5a), bajo (1, 5a)
- Manduka: guitarra (2, 3a - 1b), ocarina (2a - 4b), efectos sonoros (4b)
- Pablo García: flauta (4a)